# Friedrich Honigmann
Friedrich Honigmann (Düren, 2 maart 1841 - Aken, 19 december 1913) was een Duits ondernemer in de kolenmijnbouw.
De zoon van de mijnopzichter en mijneigenaar Eduard Honigmann (1809-1886) en Maria Boelling (1811-1878) stamde uit een familie die al sinds zijn grootvader Johann Ehrenfried Honigmann met mijnbouw bezig was. Friedrich Honigmann, die aan de mijnbouwuniversiteiten Freiberg en Clausthal-Zellerfeld gestudeerd had, volgde met zijn ondernemers- en onderzoekslust het voorbeeld van zijn vader. Samen met zijn vader deed hij na zijn studie proefboringen naar steenkool in het gebied van Heerlen en Simpelveld, en kon daar mee aantonen dat tussen het Nederlandse steenkoolgebied en het Wormbekken een geologische samenhang bestond. Tussen 1884 en 1899 deed hij nog proefboringen in de omgeving van Hückelhoven, waar ook steenkool op winbare diepte werd aangetroffen.

## Oranje-Nassaumijnen
In 1893 verkreeg hij samen met zijn broer Carl Honigmann (1842-1903), die ook als mijningenieur was opgeleid, en de Nederlandse spoorwegondernemer Henri Sarolea de concessie voor de oprichting van de Oranje-Nassaumijnen in Heerlen. Voor het afdiepen van de schachten in de zachte waterhoudende deklagen ontwikkelde Friedrich de Honigmann boormethode. De eerste steenkool van de mijn Oranje-Nassau I werd in 1899 geproduceerd. De in 1893 verworven concessie Carl in Schaesberg werd aan de NV toegevoegd. Dit werd de latere mijn Oranje Nassau II, die concessie bleef echter altijd een onafhankelijke status houden.

## Gewerkschaft Hückelhoven
In dezelfde periode werden aan Friedrich 29 concessies voor steenkoolmijnbouw in de buurt van Hückelhoven verleend. Na het overlijden van zowel Sarolea (1900) en zijn broer Carl (1903) besloot Friedrich zich volledig op zijn concessies bij Hückelhoven te richten. Hij verkocht in 1908 zijn Oranje-Nassau aandelen aan de Franse familie de Wendel. In 1909 werd de eerste schacht in "Grube Gewerkschaft Hückelhoven" voltooid, de tweede schacht volgde in 1911. De eerste oplevering van steenkool in 1914 kon hij niet meer meemaken, omdat hij in 1913 overleed.
Na zijn dood nam zijn zoon Eduard Honigmann (1872-1915) de directie over, maar Eduard sneuvelde al kort daarna in Eerste Wereldoorlog. De erven Honigmann verkochten in 1916 60% van de aandelen aan de directeur van de Nederlandse Steenkolen Handels-Vereeniging (SHV), Frits Fentener van Vlissingen. Die richtte in 1916 de Nederlandsche Maatschappij tot Ontginning van de Steenkolenvelden op. De mijn werd omgedoopt tot "Sophia-Jacoba" naar de voornamen van de echtgenoten van Frits Fentener van Vlissingen (Sophia Schout Velthuijs) en de mijndirecteur Isaäc Pieter de Vooys (Jacoba Philippina van Dam). Tussen 1916 en 1920 verkochten de erven Honigmann geleidelijk alle aandelen aan SHV.

## Nordsternmijn
Samen met zijn broers Carl en de chemicus Moritz Honigmann (1844-1918) had Friedrich ook nog de steenkoolmijn Nordstern in Merkstein van zijn vader geërfd. Het procedé-Honigmann zorgde voor de succesvolle aanleg van drie nieuwe schachten tussen 1900 en 1903. Moritz bracht de Nordsternmijn in 1914 onder in de Hahnsche Werke AG dat later werd overgenomen door Mannesmann.

## Gezin
Friedrich Honigmann was gehuwd met Emilie Ficus (1847-1927), hun zoon Eduard sneuvelde in de Eerste Wereldoorlog, daarnaast had het echtpaar nog drie dochters.
In Hückelhoven is de "Friedrich-Honigmann-Schule" naar hem vernoemd, in Heerlen de Honigmannstraat.

## Weblinks
- http://www.gessen.de/bergbau/zechen/sophia.html
- http://www.citg.tudelft.nl/live/pagina.jsp?id=072d6e96-cd46-4282-8146-cfea38ef65bc&lang=nl